# Keltiberi
Keltiberi, keltsko govoreče ljudstvo, ki je bilo v zadnjih stoletjih pred našim štetjem naseljeno na Iberskem polotoku. Med večja keltiberska plemena so spadali Arevaki, Beli, Titi, Luzoni in Beroni.
Keltiberi iz sedanje severne osrednje Španije so pripadali halštatski kulturi. Izraz Keltiberi so prvi uporabili Diodor Sicilski, Apijan in Marcijal, ki so ugotovili, da so se po obdobju stalnega vojskovanja Kelti iz Galije začeli mešati z domačim predindoevropskim prebivalstvom, predvsem z Iberi. Strabon je na Keltibere gledal kot na eno od vej Keltov, Plinij pa je domneval, da so se iberski Kelti priselili z ozemlja luzitanskih Keltikov. Iz svetih obredov, jezika in krajevnih imen je sklepal, da je omenjeno ozemlje pradomovina cele keltske populacije na Iberskem polotoku, vključno s Keltiberi.
Keltiberščina je bil eden od iberskih keltskih jezikov, ki so ga govorili v predrimskem in zgodnjem rimskem obdobju na Iberskem polotoku.

## Zgodovina
Strabon navaja prepričanje antičnega grškega zgodovinarja Eforja iz 4. stoletja pr. n. št., da so bili Kelti na Iberskem polotoku naseljeni vse do Cadiza na skrajnem jugu in da so v 6.-5. stoletju pr. n. št. s seboj prinesli vidike halštatske kulture, katero so sprejele vse kulture, na katere so naleteli. Prinešena osnovna indoevropska kultura je vsebovala sezonsko letno-zimsko pašništvo s pastirji, ki jih je varovala vojaška elita, podobno kot na področjih ob Atlantiku. Vojska je bila nastanjena na gradiščih in v kastrih in obvladovala majhna okoliška področja. Naselja z okroglimi kočami so se v severni Iberiji od severne Portugalske, Asturije, Galicije do Baskije ohranila vse do rimskega obdobja.
Izgleda, da so bili Kelti v Iberiji prisotni že v 6. stoletju pr. n. št., kar jasno dokazujejo kastri, nova stalna naselja s kamnitimi obzidji in obrambnimi jarki. Arheologa Martín Almagro Gorbea in Alvarado Lorrio sta ugotovila, da so se značilna železna orodja in razširjena družinska socialna struktura razvite keltiberske kulture razvili iz arhaične kulture kastrov, za katero domnevata, da je bila prakeltska. 
Arheološke najdbe kažejo, da je bila njihova kultura nadaljevanje kulture, o kateri so poročali klasični avtorji od poznega 3. stoletja pr. n. št. dalje. Etnična karta Keltiberije je bila zelo natančno zarisana kljub temu, da so jo sestavljala različna ljudstva in plemena, ki so se od 3. stoletja pr. n. št. dalje zbirala okoli utrjenih opidov in se med seboj mešala.
Kulturno središče Ketiberov je bil severni cel osrednje iberske planote v gornjih dolinah rek Tagus in Douro vzhodno od reke Iberus (Ebro) v sedanjih španskih provincah Soria, Guadalajara, Zaragoza in Teruel. Ko so se z njimi srečali prvi grški in rimski geografi in zgodovinarji, je keltiberskem prebivalcem vladala vojaška aristokratska elita, ki je postala dedna. Dominantno pleme so bili Arevaki, ki so svojim sonarodnjakov vladali iz močno utrjenega Okilisa (Medinaceli) in so dolgo vodili keltiberski odpor proti Rimljanom. Druga plemena so bila Beli, in Titi v dolini reke Jalón in Luzoni proti vzhodu.
Izkopavanja v keltiberskih utrdbah Kontebakom-Bel (Botorrita), Sekaisa (Segeda) in Tiermes  so dopolnili grobni dodatki, ki so jih odkrili na keltiberskih pokopališčih, na katerih so aristokratske grobove iz 6.- 5. stoletja pr. n. št. izpodrinili grobovi vojščakov. V njihovih grobovih je od 3. stoletja pr. n. št. dalje med grobnimi dodatki začelo izginjati orožje, kar lahko kaže na povečano potrebo po orožju in delitev orožja pokojnih med še žive vojščake ali morda na povečano urbanizacijo keltiberske družbe. Mnoge kasnejše keltiberske opide so prerasla sodobna mesta, kar ovira arheološke raziskave. 
Med keltiberskimi arheološkimi najdbami izstopajo kovinski izdelki, delno tudi zaradi njihove trajnosti, ki so spadali med vojaško opremo, konjske oprave in prestižno orožje. Keltiberi so bili oboroženi z dvoreznim mečem, ki so ga kasneje privzeli tudi Rimljani, in metalnim kopjem. V zadnjih dveh stoletjih pred našim štetjem je vedno bolj opazen vpliv rimske kulture.
Od 3. stoletja dalje so klane, ki so bili osnovne keltiberske politične enote, začeli izpodrivati opidi, utrjena organizirana mesta z določenim ozemljem, h katerim so spadala njim podrejena naselja (kastri). Ti civitates, kot so jih imenovali rimski zgodovinarji, so lahko sklepali in razdirali zavezništva in kovali svoj denar. Struktura klanov se je ohranila v organizaciji keltiberske vojske, kar je povzročalo težave pri poveljevanju.
Keltiberi so bili najvplivnejša etnična skupina v predrimski Iberiji. Največji udarec so doživeli med drugo punsko vojno, v kateri so bili, morda proti svoji volji, zavezniki Kartažanov in so pod Hanibalovim poveljstvom prečili Alpe. Po porazu Kartažanov so bili zato prvi, ki so se morali leta 195 pr. n. št. ukloniti Rimu. Od leta 182 do 179 pr. n. št. je upore Keltiberov poskušal zatreti Tiberij Sempronij Grakh, vendar so se boji z različnimi polodvisnimi skupinami nadaljevali. Ko je Scipion Mlajši po dolgem in surovem obleganju končno osvojil in purušil Numancijo, se je odpor (154-133 pr. n. št.) končal in kulturni vpliv Rima je začel naraščati. V tem obdobju je izbruhnila prva opisana epidemija botoritske kuge. Zadnji upor keltiberskih mest proti rimski oblasti je bila sertorska vojna (80 - 72 pr. n. št.). Končala se je z njihovim porazom, ki je pokopal keltibersko kulturo.
Keltiberi so na ozemlju Španije zapustili stotine keltskih krajevnih imen. Arheološko obujanje njihove kulture se je začelo z izkopavanjem Numancije. Rezultati izkopavanj so bili objavljeni v letih 1914-1931.
Keltiberska I. kohorta je kot rimska pomožna enota služila v Britaniji, kar dokazujejo odpustnice iz 2. stoletja pr. n. št..